# (14365) Jeanpaul
(14365) Jeanpaul est un astéroïde de la ceinture principale.

## Description
(14365) Jeanpaul est un astéroïde de la ceinture principale. Il a été découvert le 8 septembre 1988 à Tautenburg par Freimut Börngen. Il présente une orbite caractérisée par un demi-grand axe de 2,67 UA, une excentricité de 0,23 et une inclinaison de 5,0° par rapport à l'écliptique.

## Compléments